# PostScript
PostScript er et sideopsætningssprog opfundet af Adobe Systems, baseret på tidligere Xerox-arbejde og benyttet i "Desktop Publishing"-systemer og Printere til sideopsætning. PostScript fungerer som et stak-baseret programmeringssprog og et dokument i PostScript-format kan læses (eller skrives) som sådan.
Som følge af licens og manglende overskuelighed i formatet er mange printere nu baseret på lukkede formater eller Hewlett Packards PCL.
En skærm-orienteret udgave, Display PostScript, blev senere videreudviklet af Adobe til Portable Document Format (PDF), som i dag er et populært elektronisk format til dokumenter i skrift og billeder.
PostScript er et af de første eksempler på et varemærke i CamelCase.
| Programmering | Spire Denne artikel om datalogi eller et datalogi-relateret emne er en spire som bør udbygges. Du er velkommen til at hjælpe Wikipedia ved at udvide den. |